# Si Songkhram (huyện)
Si Songkhram (tiếng Thái: ศรีสงคราม) là một huyện (amphoe) ở tỉnh Nakhon Phanom ở vùng đông bắc của Thái Lan.

## Địa lý
Các huyện giáp ranh (từ phía bắc theo chiều kim đồng hồ) là: Na Thom, Ban Phaeng, Tha Uthen, Phon Sawan và Na Wa của tỉnh Nakhon Phanom, và Akat Amnuai của tỉnh Sakon Nakhoni.
Nguồn nước chính ở huyện này là sông Songkhram.

## Lịch sử
Khu vực này ban đầu thuộc Tha Uthen district. Ngày 1 tháng 4 năm 1926, khu vực này đã được tách ra để lập tiểu huyện (king amphoe) Akat Amnui (อากาศอำนวย) – nay là huyện Akat Amnui ở tỉnh Sakon Nakhon, và ban đầu thuộc Tha Uthen. Tiểu huyện lúc đó gồm 7 tambon Na Wa, Ban Kha, Ban Siao, Sam Phong, Ban Waeng, Na Thom và Ban Phaeng. Tiểu huyện đã được đổi tên to Si Songkhram năm 1939, và đã được nâng cấp thành huyện ngày 10 tháng 3 năm 1953.

## Hành chính
Huyện được chia ra thành 9 phó huyện (tambon), các đơn vị này lại được chia thành 106 làng (muban). Si Songkhram là thị trấn (thesaban tambon) nằm trên một phần của tambon Si Songkhram. Có 9 tambon Tổ chức hành chính tambon.
| STT. | Tên              | Tên Thái   | Số làng | Dân số |  |
| ---- | ---------------- | ---------- | ------- | ------ |  |
| 1.   | Si Songkhram     | ศรีสงคราม   | 10      | 8.120  |  |
| 2.   | Na Duea          | นาเดื่อ      | 11      | 6.889  |  |
| 3.   | Ban Ueang        | บ้านเอื้อง    | 15      | 10.738 |  |
| 4.   | Sam Phong        | สามผง      | 16      | 8.377  |  |
| 5.   | Tha Bo Songkhram | ท่าบ่อสงคราม | 7       | 4.875  |  |
| 6.   | Ban Kha          | บ้านข่า      | 13      | 6.959  |  |
| 7.   | Na Kham          | นาคำ       | 16      | 9.444  |  |
| 8.   | Phon Sawang      | โพนสว่าง    | 10      | 5.612  |  |
| 9.   | Hat Phaeng       | หาดแพง     | 8       | 4.938  |  |